# Lordotus cingulatus
Lordotus cingulatus är en tvåvingeart som beskrevs av Johnson 1959. Lordotus cingulatus ingår i släktet Lordotus och familjen svävflugor. Inga underarter finns listade i Catalogue of Life.